# Толзес

Толзес — река в России, протекает в Томской области Устье реки находится в 589 км по левому берегу реки Тым. Длина реки составляет 55 км, площадь водосборного бассейна 499 км².

## Притоки
- 8 км: Малый Толзес
- Медвежья
- 43 км: Беличья
- 47 км: Левый Толзес

## Данные водного реестра
По данным государственного водного реестра России относится к Верхнеобскому бассейновому округу, водохозяйственный участок реки — Обь от впадения реки Васюган до впадения реки Вах, речной подбассейн реки — Васюган. Речной бассейн реки — (Верхняя) Обь до впадения Иртыша.